# Peter-Ernst Schnabel
Peter-Ernst Schnabel (* 28. März 1943 in Zittau; † 2017) war ein deutscher Soziologe und Hochschullehrer.

## Leben und Wirken
Peter-Ernst Schnabel studierte Soziologie, Psychologie und Politikwissenschaft an der Universität Hamburg und der Freien Universität Berlin. Er promovierte 1972 an der Universität Hamburg mit einer Dissertation über den Soziologen Georg Simmel. Anschließend war er als wissenschaftlicher Mitarbeiter am Institut für Soziologie der Universität Bielefeld tätig und habilitierte sich dort 1984. Im Jahre 2001 wurde er zum außerplanmäßigen Professor ernannt und trat 2008 in den Ruhestand.
An der Universität Bielefeld gründete Schnabel die Fakultät für Gesundheitswissenschaft. Er beschäftigt sich in Lehre, Forschung und seinen Veröffentlichungen vor allem mit der Theorie der Gesundheitsförderung, Public Health und dem Sterben.

## Veröffentlichungen (Auswahl)
- Die soziologische Gesamtkonzeption Georg Simmels. Eine wissenschaftshistorische und wissenschaftstheoretische Untersuchung (= Sozialwissenschaftliche Studien, Bd. 13). Fischer, Stuttgart 1974, ISBN 3-437-50170-4 (= Dissertation Universität Hamburg).
- Georg Simmel. In: Dirk Kaesler (Hrsg.): Klassiker des soziologischen Denkens. Bd. 1. Beck, München 1976, S. 267–311, ISBN 3-406-06456-6.
- Positivismus, Ästhetizismus, Impressionismus, Hegelianismus. Simmel-Renaissance in der Sackgasse? In: Heinz-Jürgen Dahme (Hrsg.): Georg Simmel und die Moderne. Neue Interpretationen und Materialien. Suhrkamp, Frankfurt/M. 1984, S. 282–317, ISBN 3-518-28069-4.
- Krankheit und Sozialisation. Vergesellschaftung als pathogener Prozeß (= Studien zur Sozialwissenschaft, Bd. 75). Westdeutscher Verlag, Opladen 1988, ISBN 3-531-12008-5 (= Habilitationsschrift Universität Bielefeld).
- (Mithrsg.): Jugend und Gesundheit. Interventionsfelder und Präventionsbereiche. Juventa-Verlag, Weinheim 1995, ISBN 3-7799-1163-9.
- Familie und Gesundheit. Bedingungen, Möglichkeiten und Konzepte der Gesundheitsförderung. Juventa-Verlag, Weinheim 2001, ISBN 3-7799-1561-8.
- (Mithrg.): Der mündige Patient. Konzepte zur Patientenberatung und Konsumentensouveränität im Gesundheitswesen. Juventa-Verlag, Weinheim 2001, ISBN 3-7799-1193-0.
- (Hrsg., mit Gudrun Faller): Wege zur gesunden Hochschule. Ein Leitfaden für die Praxis (= Forschung aus der Hans-Böckler-Stiftung, Bd. 75). Ed. Sigma, Berlin 2006, ISBN 3-8360-8675-1.
- Gesundheit fördern und Krankheit prävenieren. Besonderheiten, Leistungen und Potentiale aktueller Konzepte vorbeugenden Versorgungshandelns. Juventa-Verlag, Weinheim 2006, ISBN 3-7799-1145-0.
- (Mithrsg.): Normativität und Public Health. Vergessene Dimensionen gesundheitlicher Ungleichheit. Springer, Wiesbaden 2009, ISBN 978-3-531-15620-0.
- Normativität bei Georg Simmel. In: Johannes Ahrens (Hrsg.): Normativität. Über die Hintergründe sozialwissenschaftlicher Theoriebildung. VS Verlag für Sozialwissenschaften, Wiesbaden 2011, S. 119–146, ISBN 978-3-531-17580-5.
- (mit Malte Bödeker): Gesundheitskommunikation. Mehr als das Reden über Krankheit. Beltz Juventa, Weinheim 2012, ISBN 3-7799-1571-5.
- Mit Tod und Sterben leben lernen. Ein Konzept zur Förderung von Überlebenskompetenz und Gesundheit. Beltz Juventa, Weinheim 2013, ISBN 3-7799-2885-X.
- Einladung zur Theoriearbeit in den Gesundheitswissenschaften. Wege, Anschlussstellen, Kompatibilitäten. Beltz Juventa, Weinheim 2015, ISBN 3-7799-1576-6.
- Soziopsychosomatische Gesundheit, robuste Demokratie, Suffizienzökonomie und das "glückliche" Leben. Über ein wechselseitiges Verhältnis. Springer, Wiesbaden 2022, ISBN 978-3-658-17809-3 (posthum).